# Raiffeisen-Turm
Der Raiffeisen-Turm ist ein 34 Meter hoher Aussichtsturm auf dem 388,2 m ü. NHN hohen Beulskopf etwa 5 km nördlich der rheinland-pfälzischen Stadt Altenkirchen. Der Turm steht in der Gemarkung Heupelzen und ist benannt nach dem Sozialreformer Friedrich Wilhelm Raiffeisen, der 1818 wenige Kilometer nördlich in Hamm (Sieg) geboren wurde. Der weithin sichtbare Raiffeisen-Aussichtsturm wurde 1990 als überdachter Holzfachwerkturm errichtet und ist neben dem Ottoturm bei Kirchen, dem Barbaraturm in Malberg und dem einmal im Monat begehbaren Bismarckturm bei Altenkirchen einer von vier Aussichtstürmen im Landkreis Altenkirchen.

## Geschichte
Erste Ideen für einen Turm auf dem Beulskopf stammen aus dem Jahre 1922. Damals wurde an einen Bismarckturm gedacht, was in einer Schulchronik von Birkenbeul nachzulesen ist. 1967 gründete der Heimatdichter Albert Hammer in Beul den Beulskopf-Turmbauverein mit 15 Gründungsmitgliedern. 1981 wurde der Westerwald-Verein als ideeller Träger für das Turmbauprojekt gewonnen. Im Sommer 1986 fand am Beulskopf ein dreiwöchiges Kohlenmeilerfest statt, was bei 25.000 Besuchern ein neues Heimatbewusstsein weckte – und dies kam auch der Idee des Turmbaus zugute. Nun folgten Planung, Ausschreibung und Finanzierung des Vorhabens, im Jahre 1990 wurde der Grundstein gelegt und der Turm erbaut.

## Technische Daten
Das Fundament des Raiffeisen-Turms ist ein Dreieck von 17 m Kantenlänge und 1,5 m Tiefe, gegossen aus 165 m³ Beton. Der dem 1987 im Taunus errichteten Aussichtsturm Pferdskopf sehr ähnliche Dreieckholzturm hat eine Höhe von 34 m (seine Höhe wird laut anderer Quelle mit 35 m angegeben) mit einer 30,50 m über dem Erdboden gelegenen Aussichtsplattform in 411,5 m ü. NN. Der Besucher muss bis zur Plattform 177 Stufen – davon drei im Betonsockel und 174 aus Holz – überwinden. Die sieben Zwischenpodeste auf der Ostseite ragen etwa einen Meter aus dem Turm heraus. Der Fuß des Turmes steht 381 m über NN. Die Holzkonstruktion wiegt rund 35 Tonnen.
Auf dem Dach des Turms befinden sich Mobilfunkantennen. Mit den Antennenmasten erreicht der Raiffeisen-Turm eine Gesamthöhe von rund 40,3 m.

## Aussicht
Das obere Plateau liegt in etwa 410 m Höhe. Nach Süden, Osten und Westen schaut man über den vorderen Westerwald bis zur A 3 bei Willroth (Förderturm), bis zur Montabaurer Höhe mit dem Köppelturm, zum Salzburger Kopf im hohen Westerwald und zum Siebengebirge am Rhein. Von hier kann man die Hohe Acht (747 m) in der Eifel in 57 km Entfernung sehen. In nördlicher bzw. nordöstlicher Richtung sieht man bis zum Bergischen Land, in das Wildenburger Land, zu den Ausläufern des Rothaargebirges, zum Giebelwald und weit in das Siegerland hinein.

## Veranstaltungen
- Bei oos am Böijelskobb is immer get loss - bei uns auf dem Beulskopf ist immer etwas los.
- Neuntägige Festwoche am Raiffeisen-Turm zum 105-jährigen Bestehen des Gesangvereins MGC Beul-Heupelzen vom 4.–12. Juni 2005.
- Am Samstag, den 4. Juni fand der 4. Westerwälder Turmlauf auf den Raiffeisen-Turm mit 177 Stufen statt. Der bisherige Rekord beim Turmlauf liegt bei 27,16 Sekunden.